# Ellen Albertini Dow
Ellen Rose Albertini Dow, född Albertini den 26 november 1913 i Mount Carmel i Pennsylvania, död 4 maj 2015 i Los Angeles, var en amerikansk skådespelare.
Under uppväxten i Pennsylvania studerade Dow dans och piano. När hon senare flyttade till New York började hon ägna sig åt skådespeleri. Hon framträdde ofta i komiska roller och regisserade även själv teateruppsättningar. Dow arbetade även med mim tillsammans med Marcel Marceau och Jacques LeCog i Paris. Senare flyttade hon till Kalifornien och undervisade i teater vid Los Angeles City College och Pierce College där hon tillsammans med sin make Eugene Dow grundade ett teaterprogram.
Ellen Albertini Dow filmdebuterade 1985, när hon var över 70 år, och fick ofta spela rollen som pigg och energisk gumma. Hon blev bland annat känd för att ha spelat den rappande mormodern i långfilmen The Wedding Singer (1998). Hon hade även roller i filmer som 54 och Wedding Crashers (2005). Dow spelade även gästroller i TV-serier som Star Trek: The Next Generation, Seinfeld, Hannah Montana, Scrubs och Six Feet Under.
Hon skådespelade fram till 2013 och två år senare avled hon vid en ålder av 101 år.